# Tiberguent
Tiberguent è un comune dell'Algeria, situato nella provincia di Mila.